# Naruto Filmul: Gardienii Regatului Semilunii
Naruto Filmul: Gardienii Regatului Semilunii al seriei anime Naruto se bazează pe seria manga Naruto de Masashi Kishimoto. Naruto Filmul: Gardienii Regatului Semilunii din Naruto, serie de anime, este regizat de Toshiyuki Tsuru și produs de Studioul Pierrot și TV Tokyo și a avut premiera pe data de 5 august 2006 la cinema în Japonia.

## Povestea
Naruto Uzumaki, Kakashi Hatake, Sakura Haruno, și Rock Lee sunt trimiși pentru a proteja un prinț în timpul călătoriei lui în jurul lumii și să se asigure că se întoarce în siguranță acasă, în Satul Lunii. Prințul se întâmplă să fie foarte bogat și, ca atare, Prințul tinde să cumpere orice dorește inima lui. În timpul călătoriilor sale Prințul va da peste un grup de circ, care dispune de un tigru rar cu dinți în formă de sabie pe care el dorește să-l aibă, așa că cumpără întregul grup. Dintr-o dată dintr-o misiune de a proteja doar prințul răsfățat, se transformă într-o misiune de a avea grijă de animale și un prinț care nu ascultă ce îi se spune. Toate în timp ce există trei misterioși ninja înarmați cu unele jutsu înfricoșătoare ce le pune în pericol misiunea.